# 煮びたし

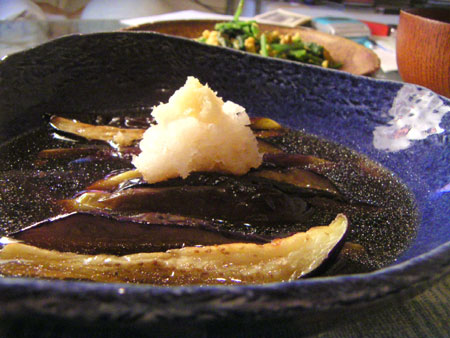
ナスの煮びたし

煮びたし（煮浸し、にびたし）とは、野菜や魚を薄い出汁で煮、そのまま冷まして味を含める料理。

## 作り方
醤油やみりんなどで薄味をつけた出汁(市販の白だしを薄めて使用してもよい)を鍋で熱し、食材を単品または、油揚げや厚揚げ、干しエビなどとともに入れ、軽く火を通し、そのまま置いて冷ます。沸騰させると出汁の香りが飛ぶので、沸かし過ぎないよう火加減に注意。

## 煮びたしの材料の例
- 小松菜、チンゲンサイ、水菜やキャベツなどの葉物野菜。いずれも火を通しすぎると食感が損なわれ色も悪くなるので、煮すぎないように気を付ける。
  - ホウレンソウはもともと歯応えのある野菜ではないので、煮びたしにはあまり向かない。シュウ酸を含むため用いる場合は下茹でする。
  - クレソンのように強い芳香を持つ野菜はあまり用いない。
- もやし
- ナス（皮を剥く）　ナスの場合、皮付きのまま素揚げしてつゆに浸した物を「煮びたし」と呼ぶ場合がある。詳しくはおひたしの項目を参照のこと。
- 鮎（白焼きした鮎を煮汁をたっぷり含むように煮る。梅干しを加えることもある）。他にフナ、アジ等もあるが近年ではあまり見られない。

## 他の煮物との相違
煮びたしは、おひたしまたは含め煮の一種だが、茹でてから出汁をかければ「お浸し」、出汁で煮れば「煮浸し」。出汁で煮るため、茄子や厚揚げなど、単に茹でて出汁をかけるだけでは味が染みこまない食材も利用できる。
「出汁で煮る」という点で煮物と煮びたしは共通するが、長時間煮込まず、野菜の食感が残るように薄い味付けで軽く煮る。従って、大根のように味をじっくり含ませるタイプの野菜は用いない。